# Салон ста (плакат Мухи, 1896)
«Салон ста» (фр. Salon des Cent) — плакат чешского художника Альфонса Мухи, созданный им для парижской художественной выставки «Салон ста» в 1896 году. Сюжет плаката случайно придумал редактор журнала «Перо» (фр. La Plume) Леон Дешан (фр. Léon Dechamps), под покровительством которого проходила первая выставка Мухи. Свой замысел — «полуобнажённая женщина с головой в ореоле золотых волос, рассыпающихся каскадом арабесок», — Дешан посоветовал исполнить в точности, убеждая Альфонса Муху, что так он создаст шедевр декоративного плаката.